# Butters' Bottom Bitch
Butters' Bottom Bitch is de negende aflevering van het dertiende seizoen van South Park. Net als de andere afleveringen van seizoen 13 verscheen ook deze aflevering in hd-kwaliteit en een 16:9-ratio.

## Verhaal
Aangezien Butters nog nooit een meisje heeft gezoend, brengen Stan, Kyle en Cartman hem naar een meisje dat elke jongen zoent in ruil voor 5 dollar. Wanneer de klus eenmaal is geklaard, besluit Butters dat hij nu echt een man is en dat hij nu toe is aan een carrière. Hij gaat het meisje dat hem gezoend heeft helpen door klanten voor haar te zoeken, in ruil voor de helft van het geld dat ze verdient. Stan, Kyle en Cartman zien Butters nu als een pooier, omdat Butters een firma heeft opgezet en al vier meisjes in dienst heeft en omdat hij zelf naar een pooierconventie is geweest waar hij leert dat hij de volledige controle over het geld van zijn 'bitches' moet hebben.